# Fernando Picun
Fernando Picun (født 14. februar 1972) er en tidligere uruguayansk fodboldspiller.

## Uruguays fodboldlandshold
| Uruguays landshold | Uruguays landshold | Uruguays landshold |
| År                 | Kmp                | Mål                |
| ------------------ | ------------------ | ------------------ |
| 1996               | 2                  | 0                  |
| 1997               | 0                  | 0                  |
| 1998               | 0                  | 0                  |
| 1999               | 7                  | 0                  |
| Total              | 9                  | 0                  |